# Clusia tetrastigma
Clusia tetrastigma är en tvåhjärtbladig växtart som beskrevs av Vesque. Clusia tetrastigma ingår i släktet Clusia och familjen Clusiaceae. Inga underarter finns listade i Catalogue of Life.